# Тябана
«Тябана» перекладається як «квіти у ніші чайної кімнати». «Тябана» являють собою композиції зі свіжозрізаних квітів, які на відміну від широко відомих композицій традиції «Шлях Квітки» («ікебана»), мають абсолютно особливу конструкцію і виконують іншу функцію, що відображено в їх назві (яп. 茶花 «cha» — «чай» і «hana» — «квіти»). Таким чином, Тябана можна перекласти як «композиція з квітів у традиції Шляху Чаю (яп. 茶道)».
Стиль під назвою тябана з'явився в XVI столітті, і вирішальну роль у цьому зіграла чайна церемонія. Головною особливістю даного
стилю є простота і сезонність матеріалу, що використовується у роботах. Композиції тябана формуються у простих бамбукових, керамічних або плетених вазах і, як правило, в них присутні або одна квітка, або одна гілка, яка покликана втілювати у собі красу садів, лісів, полів.
Композиція «тябана» може стояти у вазі на спеціальній лакованій або дерев'яній нелакованій дошці-підставці, може розташовуватись у підвісній вазі прямо на стіні в центрі «токонома» або на дерев'яному стовпі з краю токонома. У чайній кімнаті європейського типу квіти можуть стояти на спеціальному невисокому столику або можуть бути підвішені на стіні, біля того місця, де готується чай. Розташування їх може бути різним, головне — те, яка їх роль і значення в чайному дійстві. Квіти, що уособлюють безперервний розвиток, рух, емоції, почуття, саме життя в його різноманітті, як би «врівноважують» статичність і непорушність іншого не менш важливого предмету чайної церемонії — панно з дзенським висловом, яке висить у ніші «токонома». Свиток задає тон усім чайним зібранням, він вносить елемент серйозності, глибини, він — уособлення вічної мудрості та філософської зрілості. Ніжні польові квіти — такі прості та природні, такі живі та невимушені, що розташовані в одній ніші поряд з сувоєм — чи це не втілення принципу гармонійного поєднання протилежностей — «Їнь-Ян», «темного — світлого», «жіночого — чоловічого».

## Принципи вибору та постановки квітів у чайній кімнаті

### Мінімалізм та природність
Основною рисою естетики «вабі» є перевага одного перед множиною. У «Тябана» людина споглядає «велике в малому». Сприйняття пишного, розкішного букета в європейському стилі докорінно відрізняється від почуття, які людина відчуває, дивлячись на «тябана». Європеєць оцінює букет квітів також з погляду аромату, яким можна насолоджуватися. Японець буде неприємно здивований, якщо з'ясується, що в ніші «токонома» стоять надмірно «запашні» квіти. Композиції «тябана» створені для споглядання; квіти із сильним запахом за правилами заборонені. Крім того, велике увага приділяється розташуванню кольорів: вони повинні природно і невимушено вписуватися в навколишню атмосферу, відповідати їй. «Квіти мають виглядати так, наче вони ростуть у полі», — говорив чайний патріарх XVI століття Сен-но Рікю. І навіть у ніші чайної кімнати, зрізані та поставлені у вазу, вони мають виглядати так, ніби вони виросли із самої вази.

### Композиційна особливість— «домінантний центр» та «квіти-помічники»
«Тябана» вже у своїх вихідних передумовах відрізняється від композицій «ікебана». У «тябані» квіти привертають увагу; тут є один домінантний центр у вигляді найяскравішої або великої квітки і «квіти-помічники», що становлять її «супровід». Складати «тябана», використовуючи тільки «квіти-помічники» не прийнято. На відміну від цього у композиціях «ікебану» квіти виступають «в ансамблі», що і визначає їх сприйняття глядачами.

### Непарна кількість
Традиційна композиція «тябана» для невеликої чайної кімнати складається зазвичай з одного, двох чи трьох видів рослин. Для великих ваз та великих чайних кімнат (розміром більше восьми татами) прийнято використовувати більшу кількість кольорів, але їх кількість має бути непарною, тобто три, п'ять чи сім. Допускається лише один варіант використання парної кількості квітів для «тябана» — дві рослини. Зазвичай їх кількість варіюється від одного до семи, хоча у просторих приміщеннях може досягати свого максимуму — тринадцяти видів, зібраних в одній вазі (частіше — у вигляді плетеного кошика).

### Сезонність
Велике значення у чайній традиції приділяється сезонності. Квітка у вазі обов'язково повинна бути сезонною, що виросла у своєму природньому середовищі і зрізана в той же день, а не штучно вирощеною або привезеною здалеку. Так, наприклад, не прийнято ставити іриси у серпні чи вересні, а хризантеми — у квітні або червні. Ірис — сезонна квітка травня, а різні види хризантем — осінні квіти, які ростуть у природі з вересня до листопада.

### Відображення особистості людини
На квіти як би проектується особистість людини, яка підібрала і встановила їх. Вважається, що, милуючись композицією з квітів у ніші чайної кімнати, «гість» ніби стикається з внутрішнім світом «господаря», глибше розуміє його, відчуває ті самі почуття, що і сам «господар».

Серед інших принципів «тябана» майстри виділяють такі:
Потрібно уникати великих, пишних квітів, що розкрилися, квітів зі стійким сильним ароматом та яскравого кольору, з шипами, колючками або з плодами. Троянди, європейські махрові гвоздики, гладіолуси, запашні лілії, махрові хризантеми не прийнято використовувати у чайній кімнаті. Також уникають квітів зі зіпсованими (зламаними, пом'ятими) стеблом і листям, квіти, чия назва негарна або асоціюється з чимось неприємним, рослини з отруйним соком (лютик їдкий) або неприємним запахом. Не рекомендується згинати стебло квітки, прив'язувати її до інших стебел, штучно встановлювати у вазу за допомогою допоміжних матеріалів (дріт, гумка, затискачі).
За традицією в чайній кімнаті не ставлять гілки сакури та клена «момідзі», які є найяскравішими представниками та, по суті, символами двох найкрасивіших сезонів у Японії — весни та осені. Нав'язливо дублювати природу за вікном — ознака поганого смаку. Ще одне правило полягає в тому, що для вечірніх та нічних чайних зустрічей перевага надається білим або світлим кольорам. У спеку (кінець липня, початок серпня) замість квітів у токонома може ставитися широка низька посудина із зеленою дрібнолистою осокою, яка вирощена на шматках деревного вугілля. Ця композиція називається «секісе». Вона сприяє створенню відчуття прохолоди, яка виникає від милування осокою, що стоїть у воді.

Дотримання правила відповідності ступеня формальності «тябана» та свитка: «сін», «гьо», «со» 
Під «рівнем (або ступенем) формальності» розуміють три рівні: «вищий», «середній» і «нижчий» (яп. 真行草 (Shingyōsō) «сін», «гьо», «со»). Відповідно до ними описується кожен елемент чайного дійства: чайне начиння, оздоблення ніші «токонома», солодощі, процедура приготування чаю тощо.
Квіткові композиції в чайній кімнаті створюють особливий настрій присутнім, а також гармонійно та природно поєднуються з тим набором начиння, яке підготував «господар» чайного дійства як «частування» для гостей. Тому важливо, щоб рівень формальності композиції «тябана» відповідав рівню формальності всього набору начиння в цілому (яп. «торіовасе») і в першу чергу — свитка. Так сувій у ніші, обрамлений відповідним чином, повинен поєднуватися з квітами та вазою, які також розташовані у «токонома». Наприклад сувій, що відноситься за рівнем формальності до «нижчого» («со»), не поєднується із композицією «тябана» у стилі "вищої формальності («сін»). У свою чергу, обрамлений у стилі «сін» сувій не відповідатиме за рівнем формальності кольорів у кошику кулястої форми, бамбуковій вазі або у вазі, зробленій з гарбуза-горлянки, оскільки такі вази відносяться до стилю «со» («нижчий рівень формальності»). В цьому разі правильніше було б використовувати бронзову або керамічну вазу, покриту глазур'ю певного типу (селадон та ін.). Іншими словами, необхідно дуже ретельно підбирати сувій, вазу та квіти, усвідомлюючи всю значимість і складність їхньої сполучуваності. Квіти часто бувають позбавлені строго вираженої приналежності до того чи іншого рівня формальності, однак є окремі рослини, які традиції вважаються такими, що тяжіють до «вищого» або «нижчого» рівня («сін») або со відповідно). Такі, наприклад, лілії («вищий рівень» — «сін») та гілки з червоним і жовтим осіннім листям «тері-ха» («нижчий рівень» — «со»). Тому лілії частіше можна побачити у бронзовій вазі (стиль «сін»), а листя «тері-ха» — в керамічній або бамбуковій вазі (стиль «со»).
Цікаво, що у разі зображення квітів на сувої, композиція «тябана» підбирається таким чином, щоб не відбувалося дублювання кольорів. Наприклад, якщо на сувої зображені камелії, то у вазу, яка розташовується поруч із сувоєм у «токонома», камелії ставити небажано. Краще замість них використати інші квіти. Якщо на сувої зображено один бутон, а композиція «тябана» складена з п'яти чи семи кольорів, то в такому випадку вважається, що всього кольорів парна кількість, оскільки зображення квітки «прирівнюється» до живої квітки. Тоді, щоб уникнути загальної парної кількості кольорів, допустимо зменшення або збільшення кількості квітів у вазі на один, так, щоб разом із квіткою на сувої їх стала непарна кількість.

## Галерея

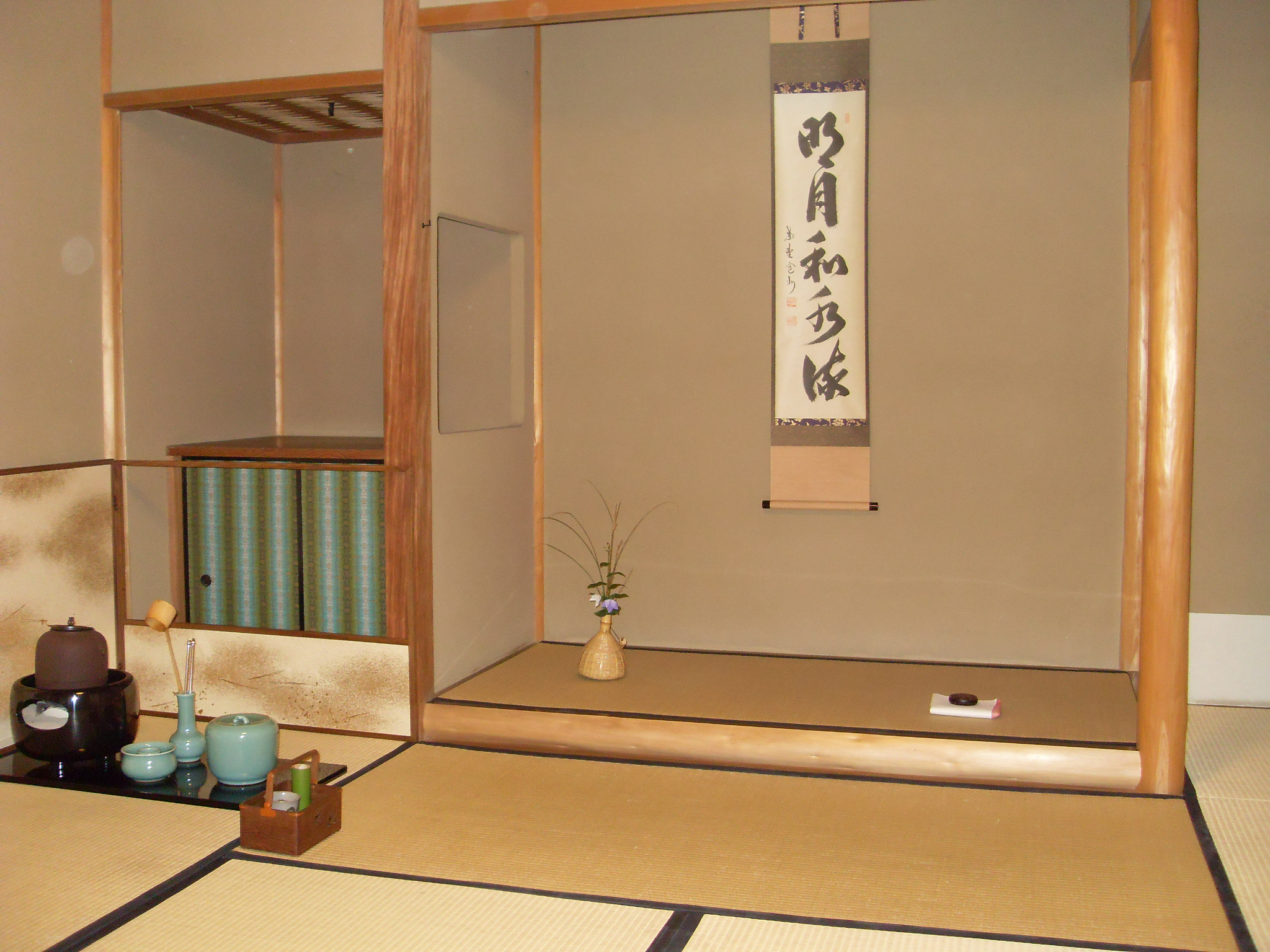
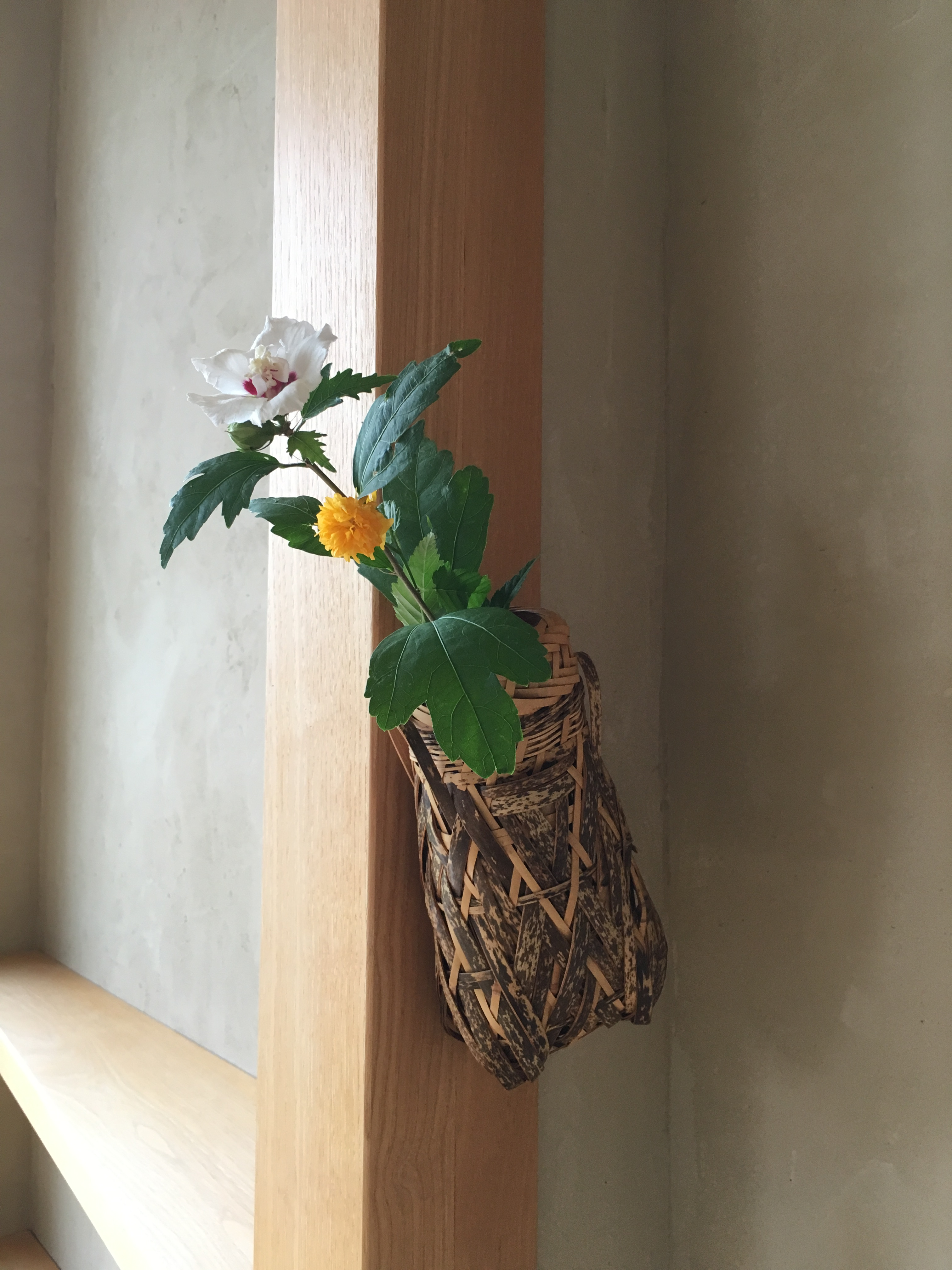
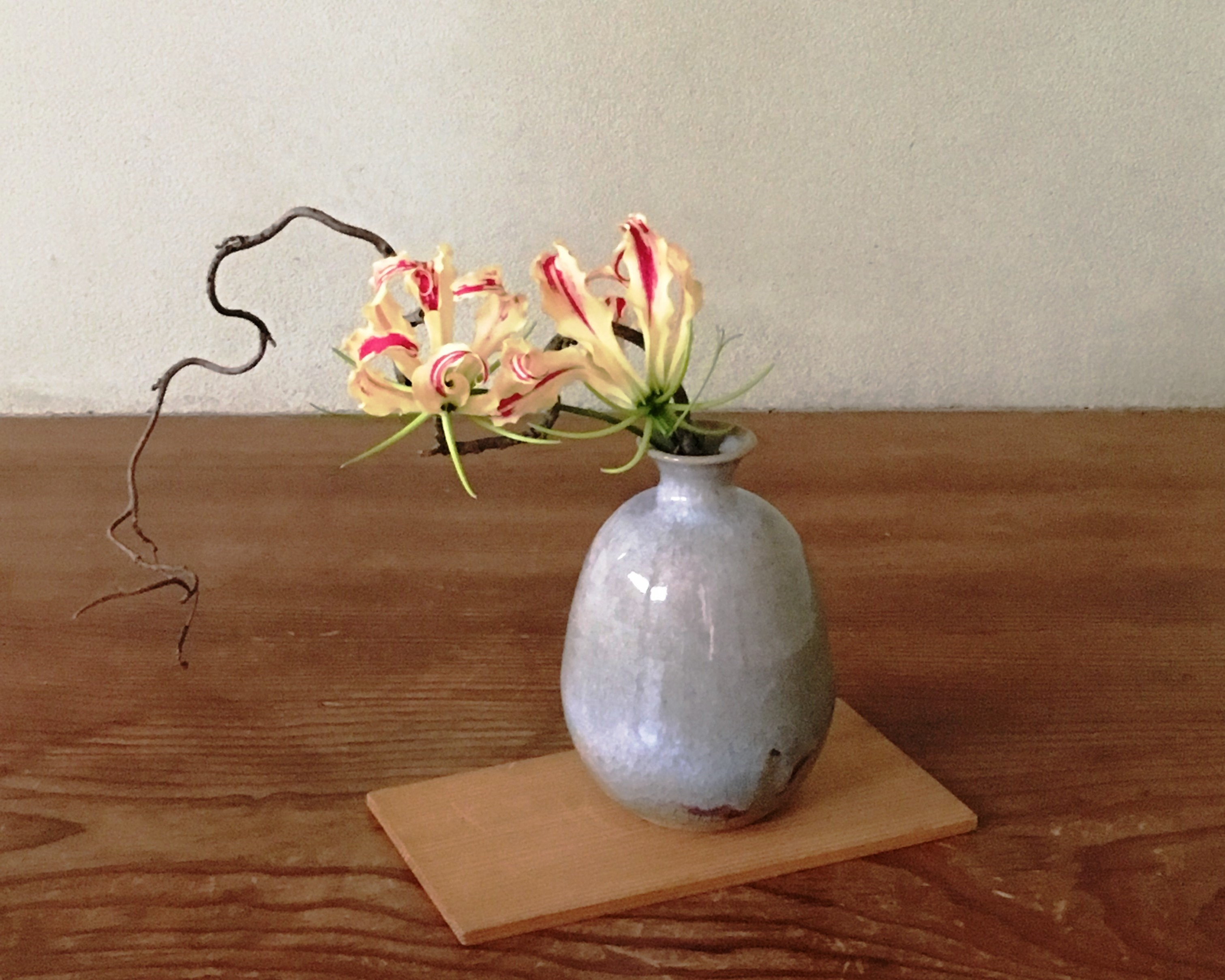
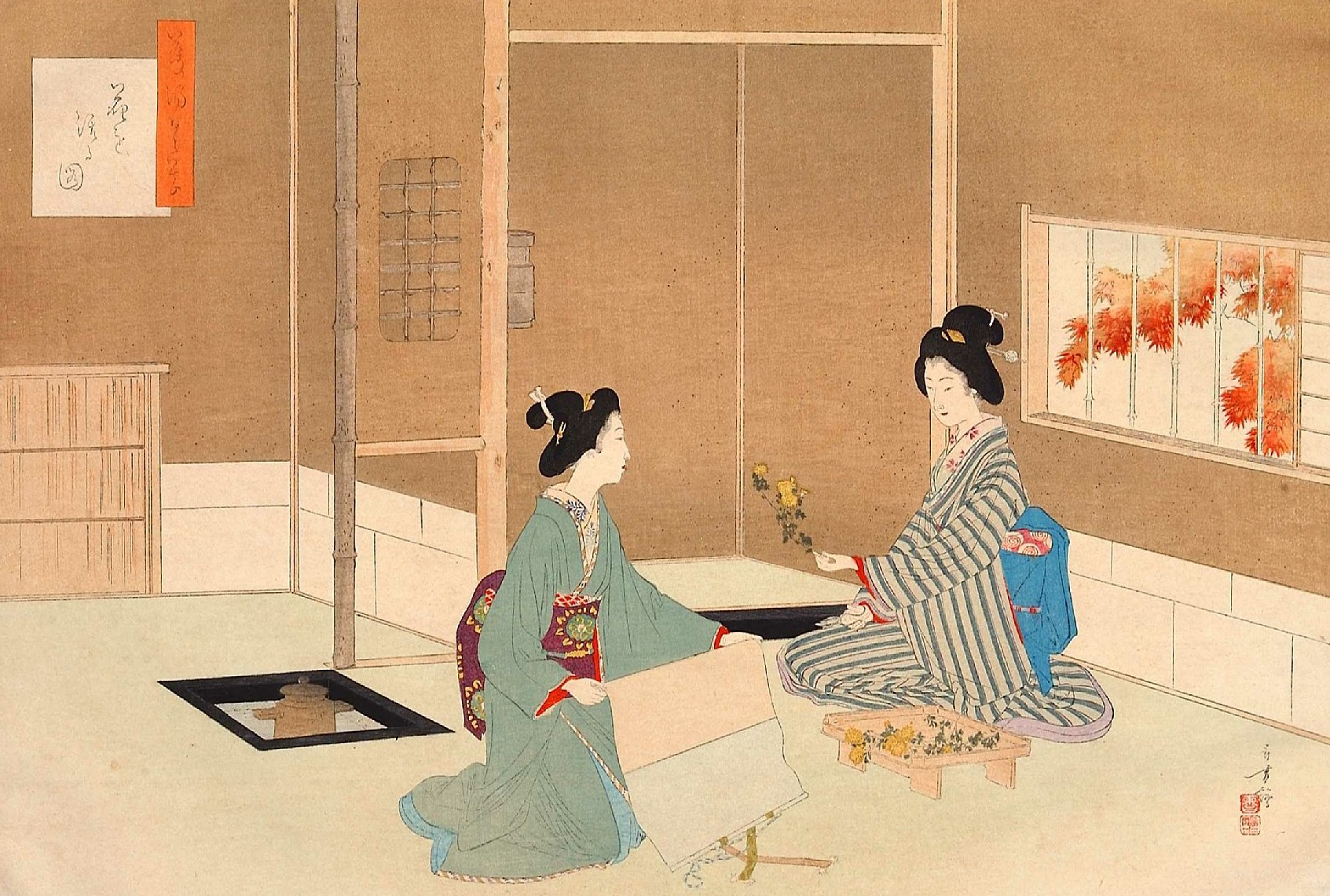